# Melissa Tancredi
Melissa Tancredi is een Canadees voetbalspeelster. Zij nam drie maal met het Canadees vrouwenelftal deel aan de Olympische Zomerspelen, in 2008, 2012 en 2016. In de laatste twee edities haalde ze de bronzen medaille.

## Statistieken
| Seizoen | Club                | Land       | Competitie | Wedstrijden | Doelpunten |
| ------- | ------------------- | ---------- | ---------- | ----------- | ---------- |
| 2009    | St. Louis Athletica | USA        | WPS        | 15          | 0          |
| 2011    | Piteå               | Denemarken | DAM        | 8           | 2          |
| 2012    | Dalsjöfors          | Denemarken | DAM        | 5           | 2          |
| 2014    | Chicago Red Stars   | USA        | NWSL       | 13          | 3          |
| 2015    | Chicago Red Stars   | USA        | NWSL       | 9           | 2          |
| 2016    | KIF Örebro          | Denemarken | DAM        | 16          | 8          |
| Totaal  | Totaal              | Totaal     | Totaal     | 66          | 17         |

Laatste update: september 2020

## Interlands
Tancredi speelde op 26 februari 2004 haar eerste interland tegen Jamaica.
In mei 2015 speelde Tancredi haar honderdste interland voor het Canadees vrouwenelftal.

## Privé
In 2017 stopte Tancredi met voetbal, en ging als chiropracter werken.